# Marcelo Suárez
Marcelo Sebastián Suárez Justiniano (Santa Cruz de la Sierra, 20 dicembre 2001) è un calciatore boliviano, difensore dell'Always Ready e della nazionale boliviana.

## Carriera

### Club
Suárez è cresciuto nell'Oriente Petrolero ed ha debuttato in prima squadra il 21 gennaio 2019 nell'incontro di Primera División pareggiato 1-1 contro il Royal Pari. Nel gennaio del 2023 è stato ceduto al Wilstermann ed il 24 febbraio ha trovato il suo primo gol in carriera, nell'incontro di coppa di lega vinto 3-1 contro il Bolívar. Il 31 luglio seguente ha cambiato nuovamente maglia passando all'Always Ready.

### Nazionale
Ha debuttato con la nazionale boliviana il 28 marzo 2023 nell'incontro amichevole pareggiato 0-0 contro il Cile.
Il 17 giugno 2024 è stato incluso nella lista finale di convocati per la Copa América 2024.

## Statistiche

### Presenze e reti nei club
Statistiche aggiornate al 19 giugno 2024.
| Stagione        | Squadra           | Campionato      | Campionato | Campionato | Coppe nazionali | Coppe nazionali | Coppe nazionali | Coppe continentali | Coppe continentali | Coppe continentali | Altre coppe | Altre coppe | Altre coppe | Totale | Totale | Totale |
| Stagione        | Squadra           | Comp            | Pres       | Reti       | Comp            | Pres            | Reti            | Comp               | Pres               | Reti               | Comp        | Pres        | Reti        | Pres   | Reti   |        |
| --------------- | ----------------- | --------------- | ---------- | ---------- | --------------- | --------------- | --------------- | ------------------ | ------------------ | ------------------ | ----------- | ----------- | ----------- | ------ | ------ | ------ |
| 2019            | Oriente Petrolero | PD              | 10         | 0          |                 | -               | -               | CS                 | 0                  | 0                  |             | -           | -           | 10     | 0      |        |
| 2020            | Oriente Petrolero | PD              | 8          | 0          |                 | -               | -               |                    | -                  | -                  |             | -           | -           | 8      | 0      |        |
| 2021            | Oriente Petrolero | PD              | 5          | 0          |                 | -               | -               |                    | -                  | -                  |             | -           | -           | 5      | 0      |        |
| 2022            | Oriente Petrolero | PD              | 28         | 0          |                 | -               | -               | CS                 | 2                  | 0                  |             | -           | -           | 30     | 0      |        |
| 2023            | Wilstermann       | PD              | 13         | 0          | CdL             | 3               | 1               |                    | -                  | -                  |             | -           | -           | 16     | 1      |        |
| 2023            | Always Ready      | PD              | 5          | 0          | CdL             | 2               | 0               |                    | -                  | -                  |             | -           | -           | 7      | 0      |        |
| 2024            | Always Ready      | PD              | 10         | 0          | CdL             | 0               | 0               | CL+CS              | 4+6                | 0                  |             | -           | -           | 20     | 0      |        |
| Totale carriera | Totale carriera   | Totale carriera | 79         | 0          |                 | 5               | 1               |                    | 12                 | 0                  |             | -           | -           | 96     | 1      |        |

### Cronologia presenze e reti in nazionale
| Cronologia completa delle presenze e delle reti in nazionale ― Bolivia | Cronologia completa delle presenze e delle reti in nazionale ― Bolivia | Cronologia completa delle presenze e delle reti in nazionale ― Bolivia | Cronologia completa delle presenze e delle reti in nazionale ― Bolivia | Cronologia completa delle presenze e delle reti in nazionale ― Bolivia | Cronologia completa delle presenze e delle reti in nazionale ― Bolivia | Cronologia completa delle presenze e delle reti in nazionale ― Bolivia | Cronologia completa delle presenze e delle reti in nazionale ― Bolivia |
| Data                                                                   | Città                                                                  | In casa                                                                | Risultato                                                              | Ospiti                                                                 | Competizione                                                           | Reti                                                                   | Note                                                                   |
| ---------------------------------------------------------------------- | ---------------------------------------------------------------------- | ---------------------------------------------------------------------- | ---------------------------------------------------------------------- | ---------------------------------------------------------------------- | ---------------------------------------------------------------------- | ---------------------------------------------------------------------- | ---------------------------------------------------------------------- |
| 28-3-2023                                                              | Gedda                                                                  | Arabia Saudita                                                         | 1 – 2                                                                  | Bolivia                                                                | Amichevole                                                             | -                                                                      |                                                                        |
| 20-6-2023                                                              | Santa Cruz de la Sierra                                                | Bolivia                                                                | 0 – 0                                                                  | Cile                                                                   | Amichevole                                                             | -                                                                      | 87’                                                                    |
| 27-8-2023                                                              | Cochabamba                                                             | Bolivia                                                                | 1 – 2                                                                  | Panama                                                                 | Amichevole                                                             | -                                                                      | 78’                                                                    |
| 8-9-2023                                                               | Belém                                                                  | Brasile                                                                | 5 – 1                                                                  | Bolivia                                                                | Qual. Mondiali 2026                                                    | -                                                                      |                                                                        |
| 17-10-2023                                                             | Asunción                                                               | Paraguay                                                               | 1 – 0                                                                  | Bolivia                                                                | Qual. Mondiali 2026                                                    | -                                                                      | 81’                                                                    |
| 22-3-2024                                                              | Algeri                                                                 | Algeria                                                                | 3 – 2                                                                  | Bolivia                                                                | Amichevole                                                             | -                                                                      | 83’                                                                    |
| 25-3-2024                                                              | Algeri                                                                 | Bolivia                                                                | 1 – 0                                                                  | Andorra                                                                | Amichevole                                                             | -                                                                      |                                                                        |
| 12-6-2024                                                              | Chester                                                                | Ecuador                                                                | 3 – 1                                                                  | Bolivia                                                                | Amichevole                                                             | -                                                                      | 72’                                                                    |
| 27-6-2024                                                              | East Rutherford                                                        | Uruguay                                                                | 5 – 0                                                                  | Bolivia                                                                | Coppa America 2024 - 1º turno                                          | -                                                                      | 46’                                                                    |
| 1-7-2024                                                               | Orlando                                                                | Bolivia                                                                | 1 – 3                                                                  | Panama                                                                 | Coppa America 2024 - 1º turno                                          | -                                                                      |                                                                        |
| 5-9-2024                                                               | El Alto                                                                | Bolivia                                                                | 4 – 0                                                                  | Venezuela                                                              | Qual. Mondiali 2026                                                    | -                                                                      |                                                                        |
| 10-9-2024                                                              | Santiago del Cile                                                      | Cile                                                                   | 1 – 2                                                                  | Bolivia                                                                | Qual. Mondiali 2026                                                    | -                                                                      | 41’                                                                    |
| 10-10-2024                                                             | El Alto                                                                | Bolivia                                                                | 1 – 0                                                                  | Colombia                                                               | Qual. Mondiali 2026                                                    | -                                                                      |                                                                        |
| 15-10-2024                                                             | Buenos Aires                                                           | Argentina                                                              | 6 – 0                                                                  | Bolivia                                                                | Qual. Mondiali 2026                                                    | -                                                                      |                                                                        |
| 19-11-2024                                                             | El Alto                                                                | Bolivia                                                                | 2 – 2                                                                  | Paraguay                                                               | Qual. Mondiali 2026                                                    | -                                                                      |                                                                        |
| Totale                                                                 |                                                                        | Presenze                                                               | 15                                                                     |                                                                        | Reti                                                                   | 0                                                                      |                                                                        |